# コガリム
コガリム（ロシア語: Когалым、ハンティ語: Коголым）は、ロシア連邦チュメニ州ハンティ・マンシ自治管区の都市である。面積20.5km2、人口62191人（2015年）。コガリム国際空港、ロシア最大の石油会社ルクオイルの支社がある。